# Prodontria lewisi
Prodontria lewisi (лат.) — вид жуков из семейства пластинчатоусых (Scarabaeidae). Вид назван в честь мистера J. H. Lewis, который первым нашёл трёх повреждённых жуков.

## Описание

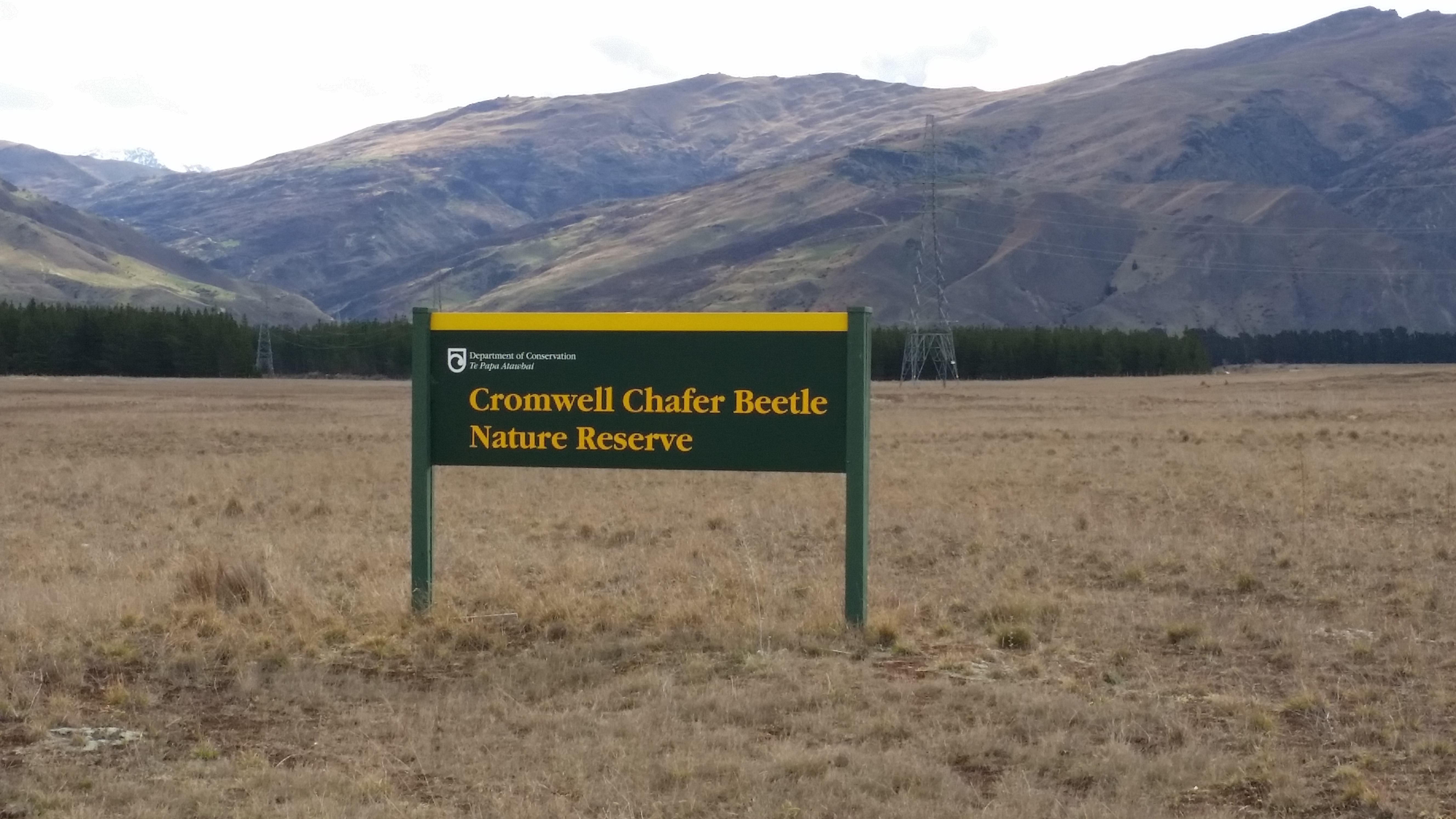
Cromwell chafer beetle reserve

Крупный жук с ржаво-коричневыми надкрыльями. К полёту не способен. Живёт под землёй. Стадия личинок длится не менее года.
На этих жуков охотятся ежи, домовые сычи, и, возможно, также обыкновенная уховёртка.

## Ареал и популяция
Обитают в местности Центральное Отаго на острове Южном Новой Зеландии, где для этих жуков создан резерват.
Считается, что размер популяции в настоящее время — около 3 тысяч особей.
МСОП присвоил виду охранный статус «Находящиеся на грани полного исчезновения» (CR).